# Elias Maris
Elias Maris (Oelegem, 5 oktober 1999) is een Belgisch wielrenner die in 2023 prof werd bij Team Flanders-Baloise.

## Carrière
In 2022 maakte Maris de overstap naar Leopard Pro Cycling. Hij werd dat jaar onder meer veertiende in de Ardense Pijl en zevende in de Grote Prijs van Pérenchies. Een jaar later werd hij prof bij Team Flanders-Baloise. Zijn debuut voor de ploeg maakte hij in de Grote Prijs La Marseillaise. Later dat jaar mocht hij een aantal keer zijn opwachting maken in de World Tour: in onder meer de E3 Saxo Classic en de Amstel Gold Race stond hij aan het vertrek. In 2024 maakte hij deel uit van de vroege vlucht in de Omloop Het Nieuwsblad.

## Resultaten in voornaamste wedstrijden
| Jaar | Amstel Gold Race | Luik-Bast.‑Luik |
| ---- | ---------------- | --------------- |
| 2023 | 60e              | opgave          |
| 2024 | 87e              | 108e            |

## Ploegen
- 2022 –  Leopard Pro Cycling
- 2023 –  Team Flanders-Baloise
- 2024 –  Team Flanders-Baloise
- 2025 –  Team Flanders-Baloise

Apers · Berckmoes · Bonneu · Braet · Claeys · Clynhens · Colman · De Pestel · De Vylder · De Wilde · Dens · Fretin · Gerits · Hesters · Maris · Van Hemelen · Van Poucke · Vandenbranden · Vanhoof · Verwilst
Bonneu · Claeys · Clynhens · Colman · Craps · De Vylder · De Wilde · Dejaegher · Dens · Deweirdt · Gerits · Hesters · Maris · Van Hemelen · Van Poucke · Vandenbranden · Vandenstorme · Vandevelde · Vanhoof · Vercouillie